# Ljungskile
Ljungskile est une localité de la municipalité de Uddevalla, dans le comté de Västra Götaland en Suède. En 2010, 3 375 habitants y vivaient.